# Bling Ring
Bling Ring (ang. The Bling Ring) – film kryminalny z 2013 roku oparty na scenariuszu i reżyserii Sofii Coppoli. Wyprodukowany przez A24 Films.
Światowa premiera filmu miała miejsce 15 maja 2013 podczas 66. MFF w Cannes, gdzie film otworzył sekcję Un Certain Regard. W Polsce premiera filmu odbyła się 21 czerwca 2013.

## Opis fabuły
"Bling Ring" to film oparty na prawdziwej historii, która wstrząsnęła Ameryką. Wyreżyserowany przez laureatkę Oscara Sofię Coppolę, opowiada o słynnej grupie nastoletnich włamywaczy, obsesyjnie pragnących zbliżyć się do świata gwiazd. W poszukiwaniu ekstremalnych wrażeń, grupa Bling Ring zakrada się do domów hollywoodzkich celebrytów, gdzie dokonuje rozbojów. Magia luksusowych marek i wszechobecny glamour wydają się młodocianym złodziejom przepustką do lepszego, niedostępnego dla nich życia. To, co zakazane, niesie ze sobą jednak poważne konsekwencje.

## Obsada
- Katie Chang jako Rebecca
- Israel Broussard jako Marc
- Emma Watson jako Nicki
- Taissa Farmiga jako Sam
- Claire Julien jako Chloe
- Carlos Miranda jako Rob
- Leslie Mann jako Laurie
- Erin Daniels jako Shannon
- Halston Sage jako Amanda
- Gavin Rossdale jako Ricky
- Stacy Edwards jako Debbie
- Paris Hilton jako ona sama
- Kirsten Dunst jako ona sama[3]
- Lindsay Lohan jako ona sama[3]